# Serca Music
Serca Music est une maison de disques mexicaine fondée par Servando Cano en 2004. Son siège social est situé à Monterrey au Nuevo León. Elle est associée à l'agence artistique promoteur de spectacles Representaciones Artísticas Serca et à l'éditeur de musique Editora Musical Serca. Serca Music possède, pour des raisons pratiques, des filiales aux Etats-Unis comme Serca Discos, basée à Pharr au Texas.

## Histoire
Servando Cano crée Serca Music, en 2004, à Monterrey. Le label possède, à ses débuts, un modeste catalogue qui comprend seulement quatre artistes 
- Los Herederos de Nuevo León qui a été formé par les fils de musiciens de Los Invasores De Nuevo León,
- Siggno,
- Juan Francisco "Pancho" Vázquez[note 1],
- Los Relámpagos del Norte (en).

Serca Music est représentée alors, aux États-Unis par le label Mexa Music que Miguel Trujillo vient de créer à Los Angeles. Serca Music et Mexa Music passent un accord de distribution d'une durée de trois ans, avec Sony Music Norte. Serca Music coexiste avec Representaciones Artísticas Serca et l'éditeur de musique Editora Musical Serca.

## Artistes
Parmi les artistes qui figurent dans le catalogue de Serca music on trouve :
- Arnulfo Blanco.
- Apoderados.
- Ardiente.
- Banda Triguera.
- Club Atletico Carnaval Argentino.
- El Duelo.
- El Golpe.
- Elias Medina.
- Eliseo Robles.
- Enigma.
- Insignia.
- Gonzalo Peña.
- Intenso.
- Juan Francisco "Pancho" Vázquez.
- Fievre Looka.
- Grupo Los Condes[note 2].
- Grupo Dezigual.
- Grupo Historia Musical.
- Grupo Límite (LMT).
- Grupo Los Invencibles.
- Grupo Magno.
- Grupo Norteño Total.
- Grupo Perseguidos.
- Grupo Vidal.
- Horlando Diaz.
- Implakable.
- La Apuesta.
- La Explosiva Sonora.
- La Firma.
- La Leyenda.
- La Mafia.
- La Nueva Camada.
- La Sonora Dinamita.
- Los Cachorros de Juan Villarreal.
- Los Dominantes del Norte.
- Los Dos De Nuevo León.
- Los Cadetes de Linares de Lupe Tijerina.
- Los Capomos.
- Los Cardenales de Nuevo León.
- Los Fuereños.
- Los Herederos de Nuevo León.
- Los Invasores de Nuevo León.
- Los Palominos (en).
- Los Rojos.
- Los Relámpagos del Norte (en).
- Los Tercos.
- Los Tiranos Del Norte.
- Los Traileros del Norte.
- Los Unikos de Monterrey.
- Mercenario Musical.
- Paco Barron Y Sus Norteños Clan.
- Perseguidos.
- Priscila y sus Balas de Plata.
- Relikia.
- Regia Sonora.
- Sangre Felina.
- Siggno.
- Solido.
- Torrente.